# Wang Meng (łyżwiarka)
Wang Meng (chn. 王蒙, Wáng Méng; ur. 10 kwietnia 1985) – chińska łyżwiarka szybka, specjalizująca się w short tracku, czterokrotna mistrzyni olimpijska, wielokrotna mistrzyni świata.
Startowała podczas Zimowych Igrzysk Olimpijskich 2006 w Turynie, zdobywając trzy medale: złoty na dystansie 500 oraz srebrny (1000 m) i brązowy (1500 m). Podczas Zimowych Igrzysk Olimpijskich 2010 w Vancouver zdobyła trzy złote medale: na dystansie 500 m, 1000 m i w biegu sztafetowym na 3000 m. Czternastokrotna mistrzyni świata w latach 2003-2009. Medalistka zimowych igrzysk azjatyckich.

## Osiągnięcia

### Igrzyska olimpijskie
| Igrzyska olimpijskie | Data           | Konkurencja       | Miejsce |
| -------------------- | -------------- | ----------------- | ------- |
| Turyn 2006           | 15 lutego 2006 | 500 m             |         |
| Turyn 2006           | 18 lutego 2006 | 1500 m            |         |
| Turyn 2006           | 22 lutego 2006 | 3000 m - sztafeta | 8.      |
| Turyn 2006           | 25 lutego 2006 | 1000 m            |         |
| Vancouver 2010       | 17 lutego 2010 | 500 m             |         |
| Vancouver 2010       | 24 lutego 2010 | 3000 m - sztafeta |         |
| Vancouver 2010       | 26 lutego 2010 | 1000 m            |         |

### Mistrzostwa świata
- 2003 Warszawa – 1. (3000 m - sztafeta); 2. (drużynowo)
- 2004 Göteborg – 1. (500 m); 2. (wielobój); 2. (1500 m); 2. (3000 m - sztafeta); 2. (drużynowo)
- 2005 Pekin – 2. (500 m); 2. (3000 m - sztafeta); 2. (drużynowo); 3. (1000 m); 3. (1500 m)
- 2006 Minneapolis – 1. (500 m); 1. (3000 m - sztafeta); 2. (wielobój); 2. (1000 m); 2. (1500 m); 2. (3000 m); 2. (drużynowo)
- 2008 Gangneung – 1. (wielobój); 1. (500 m); 1. (1000 m); 1. (1500 m); 1. (drużynowo); 3. (3000 m - sztafeta)
- 2009 Wiedeń – 1. (wielobój); 1. (500 m); 1. (1000 m); 1. (drużynowo); 1. (3000 m - sztafeta)
- 2010 Sofia – 2. (wielobój); 1. (500 m); 1. (1000 m)